# 卡拉帕奈肯帕蒂
卡拉帕奈肯帕蒂（Kalappanaickenpatti），是印度泰米尔纳德邦Namakkal县的一个城镇。总人口10282（2001年）。

## 人口
该地2001年总人口10282人，其中男性5162人，女性5120人；0—6岁人口845人，其中男454人，女391人；识字率62.19%，其中男性为71.74%，女性为52.56%。